# Pigeon vineux
Patagioenas subvinacea
Espèce
Statut de conservation UICN

 LC A3c : Préoccupation mineure
Le Pigeon vineux (Patagioenas subvinacea) est une espèce d'oiseau appartenant à la famille des Columbidae.

## Description
Cet oiseau mesure 27 à 32 cm pour une masse de 160 à 180 g.
Le mâle est entièrement brun rougeâtre (d'où son nom spécifique), légèrement plus pâle au niveau de la tête, du cou et du dessous du corps. L'arrière du cou est pourpre brillant. Le bec est noir et les pattes rouge foncé.
La femelle est plus sombre et plus brune sur le dessus du corps.

## Répartition

répartition

## Habitat
Cette espèce peuple les forêts notamment en montagne.

## Nidification
Le nid est une plateforme construite dans un arbre à environ 5 m du sol. La ponte ne comporte qu'un seul œuf.

## Alimentation
Le Pigeon vineux consomme des fruits et des graines.